# Magne Furuholmen
Magne Furuholmen (Mags) (né le 1er novembre 1962 à Oslo) est un musicien et chanteur norvégien. Il est connu pour être le claviériste du groupe norvégien a-ha.
Il a également publié des musiques de films (bien accueillies, puisqu'il a reçu le prix Edvard Grieg), et des albums solo, notamment Past perfect Future Tense, et A Dot of black in the blue of your bliss.
Depuis la fin de A-ha, il se consacre à son nouveau groupe, un groupe expérimental, Apparatjik, composé notamment du chanteur de Mew, et du bassiste de Coldplay, Guy Berryman.
Magne Furuholmen est également un peintre et artiste graphique reconnu, qui a exposé dans le monde entier. Une de ses œuvres est d'ailleurs exposée à la Bibliothèque nationale de France à Paris.

## Biographie
Magne est né le 1er novembre 1962 à Manglerud à Oslo en Norvège, d'un père musicien : Kare Furuholmen (mort dans un accident d'avion) et d'une mère institutrice : Annelisse. Il a une sœur et 2 demi-frères.
Marié avec Heidi Rydjord, ils ont deux garçons : Thomas Vincent (né en 1990) et Filip Clements (né en 1993).

## Carrière

### Musique
En 1977, il crée son premier groupe : Spider Empire avec Pål Waaktaar-Savoy. À ce duo, va vite se joindre Viggo Bondi et Oysten Jevanord et le groupe va se rebaptiser alors Bridges. En 1980, ils sortent leur 1er album intitulé Fakkeltog.
Très vite, Magne et Pål se lassent du petit « succès régional » du groupe. Ils en veulent plus et partent à Londres. Malheureusement, après quelque temps passé là-bas, ils se retrouvent sans un sou en poche et sont obligés de rentrer chez eux.
Ils vont alors travailler d'arrache-pied et, plusieurs mois plus tard, ils retournent à Londres tenter leur chance, accompagnés cette fois d'un chanteur rencontré lors d'un concert, Morten Harket : c'est de là que nait le groupe A-ha en 1982.
En 1994, après 6 albums, le groupe se sépare et chacun attaque une nouvelle carrière. Magne va alors collaborer avec Kjetil Bjerkestrand, pour l'écriture de musiques de films sous le nom de Timbersound.

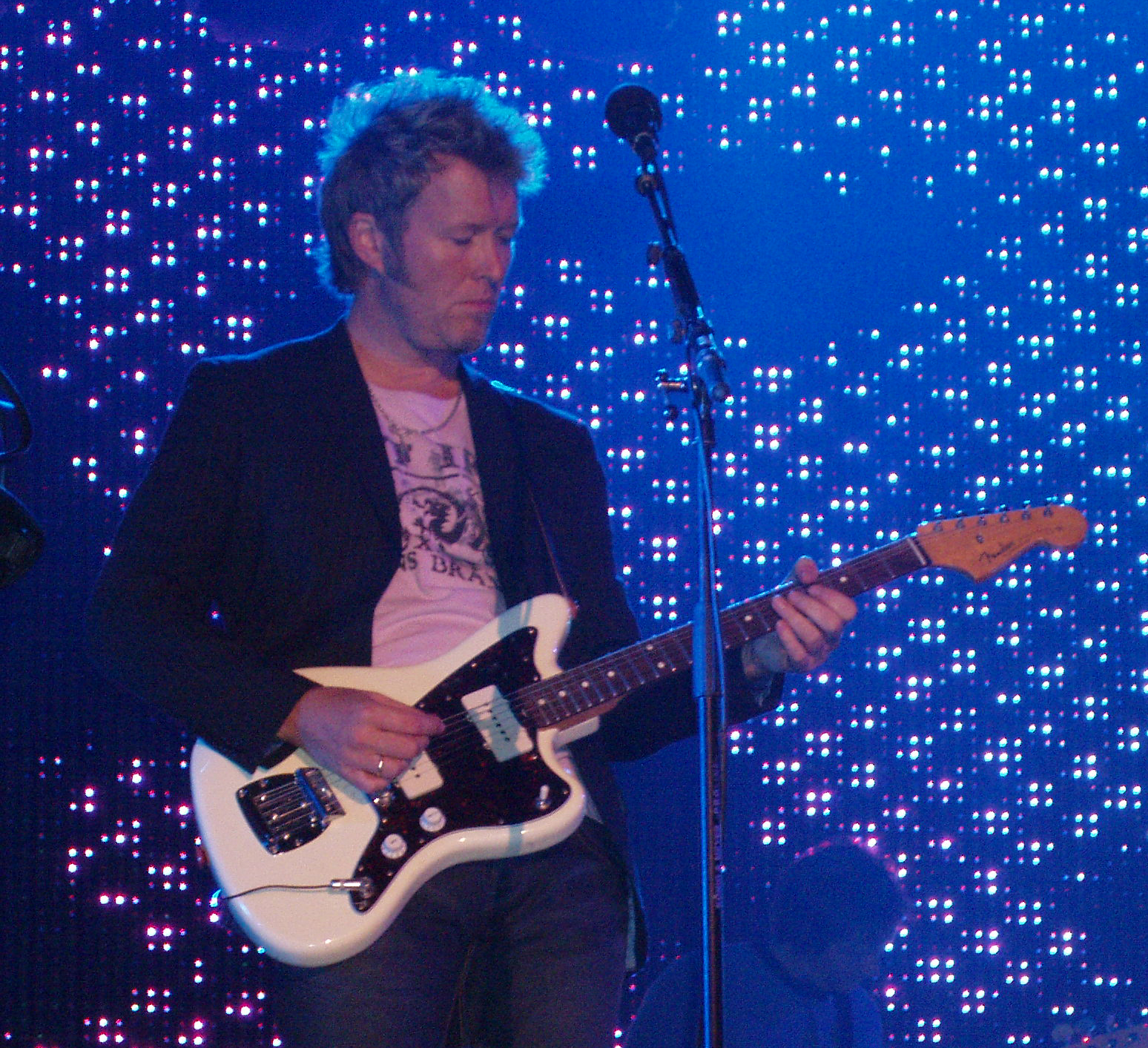
Magne Furuholmen

En 1999, A-ha se reforme et en 2000 sort un nouvel album : Minor Earth Major Sky. En plus du groupe A-ha, chacun continue en parallèle sa carrière solo. Après quelques années de collaboration avec Kjetil, Magne va entamer une carrière solo avec la sortie de l'album Past perfect futur tense en 2004 et A dot of black in the blue of your bliss en 2008.
En 2010, A-ha se sépare une nouvelle fois avec une dernière tournée mondiale et un ultime concert le 4 décembre à Oslo.
La carrière musicale de Magne prend alors un nouveau tournant avec le groupe Apparatjik, composé aussi de Jonas Bjerre de Mew, Guy Berryman de Coldplay et Martin Terefe.
En 2012, Magne est jury à "the voice" en Norvège
En 2015, A-ha se reforme et sort l'album Cast in steel puis l'album True North en octobre 2022.

### Peinture
Mags a plusieurs cordes à son arc car non seulement il est musicien (Synthé, piano, guitare), chanteur, compositeur mais c'est aussi un artiste peintre : 
- 2004 exposition  Payne's gray
- 2007 exposition Monologues
- 2009 exposition Alpha- beta

### Ouvrages de Magne
- Kutt, sorti en 1995
- Lerkrukker et Glasbilleder, sorti en 2002
- Foci, sorti en 2004
- Payne's gray, sorti en 2004
- Monologue, sorti en 2007
- In transit, sortie prévue en mars 2013